# Friderik II. Prepirljivi
Friderik II. (nemško Friedrich II.; 25. april 1211 – 15. junij 1246), znan kot Friderik Prepirljivec (Friedrich der Streitbare), je bil Vojvoda Avstrije in Štajerske od leta 1230 do svoje smrti. Bil je peti in zadnji Avstrijski vojvoda iz Rodbine Babenberžanov, glede na to, da je bila nekdanja mejna grofija povzdignjena v vojvodino od leta 1156 z Privilegium Minus. Ubit je bil v Bitki na reki Leitha, in ni zapustil moških naslednikov.

## Družina
Rojen je na Dunajskem Novem mestu. Friderik je bil drugi preživeli sin Babenberškega vojvode Leopolda VI. Avstrijskega in Teodore Angeline, Bizantinske princese. Po smrti starejšega brata Henrika leta 1228 je postal edini dedič Avstrijske in Štajerske vojvodine.
Njegova prva žena je bila bizantinska princesa Evdokija Laskarina, (v nadaljnjem besedilu: Sofija), hči cesarja Teodorja I. Laskarisa in njegove prve žene Ane Komnene Angeline. Ločila sta se do leta 1222. Friderik se je leta 1229 drugič poročil z Nežo Meransko, naslednico izumrle plemiške rodbine Andeških, katere dota je vključevala velike posesti na Kranjskem in v Slovenski marki. Od leta 1232 se je Friderik sam naslavljal Dominus Kranjske ("Gospodar Kranjske"). Vendar je bila leta 1243 ta zakonska zveza razveljavljena, ker ni dala otrok.

## Vladanje
Friderik je nasledil svojega očeta leta 1230. Ponosen na svoje bizantinsko poreklo, je bil mladi vojvoda kmalu znan kot prepirljivec zaradi njegove ostre vladavine in pogostih vojn proti sosedom, predvsem z Ogrsko, Bavarsko in Češko. Tudi njegovi avstrijski ministeriali Kuenringi, ki so bili do takrat zvesti vladajoči hiši, so začeli upor takoj, ko se je začela njegova vladavina.
Najbolj nevarni so bili njegovi spori s Staufovcem cesarjem Friderikom II. v času upora cesarjevega sina Henrika (VII.) Nemškega moža od Friderika Prepirljivca sestre Margarete. Ne samo, da je vojvoda zavrnil svoj prihod na Državni zbor leta 1232 v Ogleju s sklicevanjem na avstrijske privilegije iz Privilegium Minus, ter spravljanjem cesarja v nejevoljo s sprožanjem sporov s kraljem Belo IV. Ogrskim. Prav tako je bil domnevno vpleten v zaroto svojega svaka Henrika. Ko je spet zavrnil udeležbo na državnem zboru v Mainzu leta 1235, se ga je cesar Friderik II. končno odrekel in dal dovoljenje kralju Venčeslavu I. češkemu za napad na avstrijske dežele. Dunaj je odprl svoja vrata združenim češkim in bavarskim silam ter v letih Friderikovega izobčenja celo postalo cesarsko svobodno mesto, kjer je cesar imel sina Konrada IV. izvoljenega kralja Rimljanov leta 1237. Kljub vsemu temu je izgnanemu vojvodi uspelo ohraniti položaj vladarja avstrijske obmejne države iz svoje rezidence v Dunajskem Novem mestu. Istega leta je Friderik sprejel Deželni zemljiški zakon (Landrecht), ki je zahteval, da vsi podaniki branijo deželo v primeru invazije.
Leta 1239 je vojvoda Friderik II. v spektakularni spremembi cesarske politike postal eden najpomembnejših cesarjevih zaveznikov. Leta 1241 je bil vojvoda Friderik eden redkih zahodnoevropskih poveljnikov, ki se je soočil z Mongoli ko so napadli Avstrijo. Ko so Mongoli začeli ropati Ogrsko in Hrvaško, je kralj Bela IV. zaprosil za pomoč papeško državo in Zahodnoevropske vladarje. Vojvoda Friderik je poslal zelo majhno ekspedicijsko silo vitezov v pomoč Ogrom. On in njegovi vitezi so uspeli premagati majhno mongolsko enoto konjenikov v začetnih fazah Bitke pri Mohiju, vendar so kmalu odšli po notranjih konfliktih s kraljem Belo IV. in Kumani v regiji. Nato se je ponovno srečal z Mongoli, tokrat v svoji deželi. Po porazu Ogrske so si Mongoli zdaj postavili za svoj cilj Dunaj. Manjša konjeniška eskadrilja je začela ropati na jugu Dunaja Dunajsko Novo mesto, toda vojvoda Friderik jih je skupaj s svojimi vitezi in tujimi zavezniki premagal in pregnal. Avstrijci so potem spet premagali Mongole na reki Moravi pri Devinu. Potem Mongoli nikoli več niso poskušali napasti Avstrije.
Konflikt z Češko je bil rešen z zaroko njegove nečakinje Gertrude Babenberške z najstarejšim sinom kralja Venčeslava mejnim grofom Vladislavom Moravskim. Pogajanja s cesarjem o povišanju Dunaja v škofijo in Avstrije (vključno s Štajersko) v kraljestvo pod pogojem, da se bo vojvodova nečakinja Gertruda zdaj morala poročiti s petdesetletnim cesarjem, ki ga je pred kratkim izobčil Papež Gregor IX., in je potreboval zaveznike. Leta 1245 so bili pogoji dogovorjeni, vendar je mlado dekle, v poznih najstniških letih, zavrnilo, da bi se pojavilo na slovesnosti na državnem zboru v Veroni. V letu pred smrtjo je vojvodi Frideriku končno uspelo pridobiti oblast nad Kranjsko od Oglejski patriarhat, toda po njegovi smrti je pripadla Koroškemu vojvodi Bernardu Spanheimskemu.
Ambiciozni načrti vojvode Friderika so bili uničeni, ko ga je v Bitka pri reki Leitha, v novem mejnem spopadu, ki ga je imel z madžarskim kraljem Belo IV., po dognanjih zgodovinarja Lichovskega ubil hrvaški vitez iz Krka, iz kasneje imenovane plemiške rodbine Frankopanov. Pokopan je v Opatiji Heiligenkreuz.

## Zapuščina
Ker je avstrijski Privilegium Minus iz leta 1156 dovoljeval tudi ženskam pravico dedovanja, sta imeli Friderikova sestra Margareta in njegova nečakinja Gertruda pravico do prestola. Kmalu po smrti strica se je Gertruda prvič poročila s svojim zaročencem, ki pa je že v naslednjem letu umrl, nato pa drugič z mejnim grofom Hermanom VI. Badenskim, ki pa mu ni uspelo pridobiti položaj v Avstriji. V tretji poroki leta 1252 s knezom Romanom Danilovičem, mlajšim bratom knjaza Leva I. Rurika, ki je bil zet ogrskega kralja, ki se je leta 1253 prav tako končala z ločitvijo.
Kot zadnji babenberški vojvoda predstavlja Friderik Prepirljivi konec obdobja v zgodovini Avstrije, začenši s podelitvijo fevda mejnemu grofu Leopoldu I. leta 976. S svojimi preveč ambicioznimi načrti, ki jih je njegov nenavaden značaj pogosto oviral, je nekoliko spominjal na svojega poznejšega Habsburškega naslednika vojvodo Rudolfa IV. Po besedah zgodovinarja iz 18. stoletja Zlatoust Hanthalerja je bil Friderik prvi avstrijski vojvoda, ki je uporabljal rdeče-belo-rdeči grb. Trobojnica je prvič dokumentirana v pečatu na listini, izdani 30. novembra 1230, ki potrjuje privilegije Samostanu Lilienfeld. Srednjeveški kronist Jans der Enikel poroča, da se je vojvoda leta 1232 na Dunaju pojavil v rdeče-belo-rdeči svečani obleki.